# 백청강
백청강(중국어 간체자: 白青刚, 정체자: 白青剛, 병음: Bái Qīnggāng 바이칭강[*], 영어:Baek Chung Kang, 1989년 2월 19일 ~ )은 문화방송의 《스타 오디션 위대한 탄생》에서 우승한 중국 조선족 가수이다.

## 생애

### 중국에서의 어린 시절
백청강은 중국에서 아버지 백명덕과 어머니 이란숙의 외동아들로 태어났다.
훈춘시 제4소학교를 졸업했으며, 재학 중이던 2001년 훈춘시 어린이예술단의 일원으로 한국을 방문하여 독창을 하였다.
도문시 제5중학교를 졸업한 후에는 연길에 있는 POP음악학원(민영현대음악학원)에 재학하여 가수의 꿈을 키웠다.
POP음악학원을 졸업한 뒤 연길의 밤업소(한국의 라이브 카페와 같은 업소)에서 일하며 중국 현지에서 열리는 각종 음악 경연 대회에 출전하였다. 이중에서 연변TV '전국 청소년 콩쿠르 오디션' 1등, 제1회 '청소년 신인가요제' 대상 등을 수상하였다.
어머니의 권유로 예술학교 오디션을 보게 된 날, 한국 MBC TV방송 《위대한 탄생》청도 오디션 소식을 듣고 예술학교 진학을 포기하고 오디션에 참가하였다.

### 위대한 탄생 출연
36시간 기차 여행 끝에 청도의 위대한 탄생 오디션에 참가한 백청강은 김경호의 '사랑 그 시린 아픔으로'를 불렀다. 김태원은 김경호는 하나라며 모창을 지적했다. 이은미는 비음을 지적했으나 동시에 가장 쉽게 고음을 내는 참가자들 중에 하나를 만났다는 칭찬도 했다. 지역 오디션을 통과한 지원자들이 모여 시작된 위대한 캠프의 첫 미션은 '나쁜 버릇을 고치기'였다. 여기서 백청강은 부활의 'Never Ending Story'와 김태우의 '사랑비'를 부르고 합격했다.
이후 계속된 2차 위대한 캠프에서는 '선곡도 실력'이라는 미션 아래 또 다시 부활의 'Never Ending Story'를 불러 합격했다.
멘토 선정을 위한 듀엣 무대에서 양정모와 '뼈와 살'이라는 팀명으로 박정현과 임재범의 '사랑보다 깊은 상처'를 불렀고 김태원 멘토의 마지막 멘티로 합류하였다.
멘토 스쿨의 최종평가에서는 부활의 '희야'를 불러, 이태권과 함께 합격하였다. 이로써 백청강은 스타 오디션 위대한 탄생 2의 'Top12'가 되었다.
2011년 4월 8일 생방송으로 진행된 스타 오디션 위대한 탄생 2 Top12의 미션은 '한국가요 황금시대 8090'이었다. 여기서 나미의 '슬픈 인연'을 불렀다. 처음이자 마지막으로 공개된 문자 투표 점수와 멘토 점수를 합산하여 압도적인 1위를 차지하며 우승 후보로 자리매김하였다.
2011년 4월 15일 진행된 두 번째 생방송 Top10 '팝송' 미션에서 Badfinger의 'Without You'를 불러 합격하였다.
2011년 4월 22일의 Top8 '아이돌' 미션에서 지드래곤의 'Heartbreaker'를 불렀다. 지드래곤의 격렬한 댄스를 재현하면서도 안정적인 라이브를 선보였다. 이때 생방 무대에서 인이어가 빠지는 위기가 있었지만 침착하게 인이어를 바닥에 내려놓으며 실수없이 생방을 무사히 소화하여 이슈가 되었다.
이후 계속된 Top6 '조용필' 미션에서는 '미지의 세계(음원 발매)'를, Top5 '가요제 명곡' 미션에서 이선희의 'J에게(음원 발매)'를 불러 합격하였다.
2011년 5월 6일 진행된 Top4 '내 생에 최고의 노래' 미션에서 HOT의 'We are the Future'를 불러 합격하였다. 이날 부활과 세 명의 김태원 멘티가 부활의 '1970(음원 발매)'를 불렀다.
2011년 5월 13일의 Top3 'OST' 미션에서 영화 왕의 남자 삽입곡 이선희의 '인연(음원 발매)'을 불러 최종 결승에 진출하였다. 이날 있었던 합동 공연에서는 평소 가장 좋아하는 가수로 꼽았던 김경호와 '아버지(음원 발매)'를 불렀다.
2011년 5월 27일 진행된 Top2 파이널 '자신 있는 노래' 미션에서 이영현의 '체념(음원 발매)'과 김태원 멘토가 선물한 곡 '이별이 별이 되나봐(음원 발매)'을 불렀다. 이날 투표에서는 이태권을 2만 표 차이로 누르고 최종 우승을 차지하였다.

### 위대한 탄생 이후
김태원의 곡 '이별이 별이 되나봐'를 발표했다.
2011년 MBC 드라마 '계백' OST를 통해 '닿을 수 없는' 을 발표했다.
2011년 8월 제5회 세계 한인의 날 홍보대사로 임명되어 홍보대사로써 각종 행사에 참여하고 있다.
2011년 9월 17일 위대한 탄생 Passion Of The Great Birth - RED으로 댄스곡 Look at me를 발표했다.
2011년 12월 16일 강원도 관광홍보대사로 위촉되었다.
2012년 4월 18일 첫 번째 디지털싱글 그리워져(Missing You)를 발표했다.
2012년 6월 25일 첫 번째 미니앨범 All Night을 발표했다. 수록곡으로는 타이틀 곡인 'All Night'을 비롯하여 '너에 취해', '라구요...', '희야'를 발표했다.
백청강의 첫 미니앨범 All Night은 발매후 일간, 주간 헌터 차트 1위를 차지하는 기염을 토하였다.

## 음원
- 2011년 - MBC 스타오디션 위대한 탄생

미지의 세계
J에게
1970 (With 부활, 손진영, 이태권)
인연
아버지 (With 김경호)
체념
이별(離別)이 별이 되나봐
- 2011년 - MBC 드라마 계백 OST Part. 1

닿을 수 없는
- 2011년 - 위대한 탄생 Passion Of The Great Birth - RED

Look at me
- 2012년 - 4월 18일 첫 번째 디지털 싱글 그리워져
- 2014년 - 9월 16일 두 번째 디지털 싱글 못된놈
- 2014년 - 10월 28일 세 번째 디지털 싱글 사랑 내 사랑
- 2015년 - 5월 1일 MBC 드라마넷 드라마 나의 유감스러운 남자친구 OST Part.4

Fall In Love (With 제이엘)
Fall In Love (Inst.)
- 2015년 - 5월 6일 디지털 싱글 잊었니
- 2015년 - 6월 7일 복면가왕 10회 화장을 고치고 (미스터리 도장신부)
- 2015년 - 7월 7일 디지털 싱글 2015 Summer Story

바다 (Feat. 김성수 of 쿨) (With Faith Rookies)
이런 나라서 (Special Bonus Track)
바다 (Inst.)
이런 나라서 (Inst.)

## 앨범
2012년 - 6월 25일 첫 번째 미니앨범 All Night (1st Mini album All Night)
- All Night.
- 너에 취해.
- 라구요....
- 희야.
- 그리워져.
- All Night(inst.)
- 너에 취해(inst.)

2014년 - 11월 27일 두 번째 미니앨범 2nd Mini 白 (2st Mini album 2nd Mini 白)
- Bad Girl
- Sweet Love
- 너만 없다
- 환각
- Jump Up
- In Time

## 방송출연

### TV
- 2011년 6월 3일 MBC 《생방송 금요와이드》
- MBC 《무한도전》- 너의 이름은 - 게스트
- 2011년 6월 4일 MBC 《시추에이션 휴먼다큐 그 날》 '위대한 탄생의 그날'
- 2011년 6월 4일 MBC 《쇼 음악중심》
- 2011년 6월 10일 MBC 《생방송 오늘 아침》
- 2011년 6월 10일 MBC 《웃고 또 웃고》 '취조실'
- 2011년 6월 10일 연변방송 《고향의 아침》
- 2011년 6월 12일 MBC 《섹션TV 연예통신》
- 2011년 6월 12일 MBC 《MBC 뉴스데스크》
- 2011년 6월 13일 MBC 《놀러와》 '골방토크'
- 2011년 6월 18일 MBC 《시추에이션 휴먼다큐 그 날》 '위대한 탄생 백청강, 연변 가는 그날'
- 2011년 6월 18일 MBC 《세바퀴》
- 2011년 6월 22, 29일 MBC 《황금어장 라디오스타》
- 2011년 7월 15일 MBC 《2011 "맛있는 나눔! 사랑의 푸드뱅크"》
- 2011년 7월 22일 MBC 《여수 EXPO 특집방송》 여수여행편
- 2011년 7월 22일 MBC 《댄싱 위드 더 스타 스페셜 무대》
- 2011년 8월 5일 MBC 《TV속의TV》
- 2011년 8월 9일 MBC 《기분 좋은 날》
- 2011년 8월 13일 MBC 《경주 세계문화엑스포》 개막 축하쇼
- 2011년 8월 16일 YTN 《이슈&피플》
- 2011년 8월 21일 MBC 《아름다운 콘서트》
- 2011년 9월 5일 MBC 삼척MBC 《하이원 칼라 콘서트》
- 2011년 9월 7일 Mnet 《엠사운드플렉스》
- 2011년 9월 13일 MBC 추석특집 《'제3회 아이돌 스타 육상 선수권대회'》
- 2011년 10월 1일 OBS OBS 특집 《송도 노을콘서트》
- 2011년 10월 3일 MBC 특별생방송 《희망의 손잡기 2》
- 2011년 10월 5일 KBS 《여유만만》
- 2011년 10월 10일 MBC 삼척MBC 《산골음악회》
- 2011년 10월 22일 OBS 특집 《'렛츠고 연안부두'》
- 2011년 10월 24일 MBC 2012 여수세계박람회 성공 기원 콘서트 《바다를 넘어 세계로》
- 2011년 10월 28일 MBC 《다문화축제 아시아 팝뮤직 콘서트 방송》
- 2011년 11월 1일 MBC 《생방송 귀농귀촌 페스티벌》
- 2011년 11월 6일 MBC 《아름다운 콘서트》
- 2011년 11월 20일 KBS-CCTV 《제13회 한중가요제 》
- 2011년 12월 2일 MBC 《명사들의 사랑나눔》
- 2011년 12월 10일 뉴스Y 다큐 《사람들》
- 2012년 11월 31일 MBC 《가요대제전》
- 2012년 1월 3일 MBC 《아름다운 콘서트》
- 2012년 1월 14일 KBS 《체험, 삶의 현장》
- 2012년 1월 24일 MBC 《아이돌 육상수영선수권 대회》
- 2012년 2월 1일 MBC Music 《MBC Music 개국특집 뮤직페스티벌 방송》
- 2012년 2월 3일 MBC 삼척MBC 《가요베스트》
- 2012년 2월 12일 SBS 《SBS스페셜 청춘콘서트 방송》
- 2012년 2월 23일 MBC Music 《서든어택 놀이터 방송》
- 2012년 3월 2일 MBC 《가요베스트 삼척 정월대보름제 특집 방송》
- 2012년 3월 6일 KBS joy 《이소라의 두 번째 프로포즈》
- 2012년 3월 30일 MBC 《위대한탄생2》 파이널
- 2012년 3월 31일 MBC 《위대한탄생2》 히든트랙
- 2014년 6월 12일 MBC 《브라질월드컵 특집 아이돌 풋살 월드컵》
- 2014년 10월 13일 SBS 《모닝 와이드》
- 2014년 11월 29일 MBC 《쇼 음악중심》
- 2014년 11월 30일 SBS 《인기가요》
- 2014년 12월 20일 SBS 《놀라운 대회 스타킹》 - 패널
- 2014년 12월 20일 MBC 《쇼 음악중심》
- 2015년 1월 6일 KBS 2 《1대100》
- 2015년 1월 8일 SBS 《모닝 와이드 - 장사도 리포터 생방송》
- 2015년 2월 19일 MBC 《아육대 - ‘풋살 선수권 대회’》
- 2015년 4월 26일 KBS 광주 《필 콘서트》
- 2015년 5월 14일 OGN(구 온게임넷) 《켠김에 왕까지》
- 2015년 6월 6일 MBC 《쇼 음악중심》
- 2015년 5월 31일 & 6월 7일 MBC 《미스터리 음악쇼 복면가왕》 - 미스터리 도장신부
- 2015년 6월 10일 MBC 《생방송 오늘의 아침》(화제의 인물 코너)
- 2015년 6월 13일 MBC 《쇼 음악중심》
- 2015년 6월 20일 MBC 《쇼 음악중심》
- 2015년 7월 17일 MBC 《리얼스토리 눈 방송》
- 2015년 8월 6일 MBC MUSIC 《피크닉 라이브 '소풍'》
- 2015년 8월 12일 KBS2 《비타민》
- 2015년 8월 23일 KBS1 《도전! 골든벨》
- 2015년 8월 26일 KBS 전주 《문화공감 나비》
- 2015년 9월 11일 MBC 《미스터리 음악쇼 복면가왕》 - 육군병장 나폴레옹 (생방)
- 2015년 9월 12일 KBS1 《국악한마당》(제45회 우륵문화제
- 2020년 1월 2일 KBS2 《해피투게더》

### 라디오
- 2011년 5월 2일 MBC 표준FM 《별이 빛나는 밤에》
- 2011년 6월 9일 MBC FM4U 《정오의 희망곡 현영입니다》
- 2011년 6월 10일 MBC 표준FM 《박혜진이 만난 사람》
- 2011년 7월 2일 MBC 표준FM 《신동 박규리의 심심타파》
- 2011년 7월 17일 MBC 《윤하의 별이 빛나는 밤에》 썸머콘서트
- 2011년 7월 25일 KBS 한민족방송 《문화한마당》
- 2011년 8월 17일 MBC 목포MBC 《정오의 희망곡》 - 바다콘서트
- 2011년 8월 22일 MBC 《윤하의 별이 빛나는 밤에》
- 2011년 8월 23일 YTN 《연예톡톡-톡톡초대석》
- 2011년 9월 30일 YTN 《정애숙의 '공감'》 인터뷰
- 2011년 10월 27일 TBS 《이종환의 MY Way》
- 2011년 12월 8일 KBS 《한민족 노래자랑》
- 2012년 2월 24일 KBS 《전현무의 가요광장 - 인맥쌓기 초대석》

## 영화
- 2012년 《음치클리닉》- 강현우 역 (배우 데뷔작)
- 2016년 《밀정》 - BAR 남자 가수 역

## 수상
- MBC 《스타 오디션 위대한 탄생》 우승